# 司憲府
司憲府（：／），別稱憲府、臺官、相臺、柏臺、烏臺或霜臺，為朝鲜王朝從二品衙門，掌論執時政、糾察百官、正風俗、伸冤抑、禁濫偽等事。相当于中国的御史台、都察院。
與司諫院合稱臺諫，亦稱言官、諫官。兩司為言論之官，擁有強大之發言權，參與國家之政策與人事。雖然是將相大臣、宗戚貴近，亦敢糾彈，對國王亦極盡諫勸之本領。
監察的官位，雖然微小，負責臨檢朝廷之禮會，國庫之出納、祭祀、科舉等，犯則戒察，威風森嚴，其職權之大，可見一斑。

## 官職表
| 官位   | 官銜                  | 人數     |
| 從二品 | 大司憲 俗稱臺長、都憲 | 一員     |
| 從三品 | 執義                  | 一員     |
| 正四品 | 掌令                  | 二員     |
| 正五品 | 持平                  | 二員     |
| 正六品 | 監察                  | 二十四員 |

## 注解
1. ↑  《文獻備考·職官考六》
徐居正謂〈司憲府題名記〉：「君有過舉，批龍麟，抗雷霆，蹈斧鉞而不辭。」
2. ↑  《文獻備考．職官考六》，卷二一九，頁五
祖宗朝，臣僚有姦濫貪污者，則諸殿中(監察舊名各殿中侍御史)乘夜茶時，於其家近處，數其罪惡，書之白板，掛於門上，以墨塗扉，牢封著署而去，其人遂廢錮於世。蓋此事之廢久矣。